# 0831
0831 è il prefisso telefonico del distretto di Brindisi, appartenente al compartimento di Bari.
Il distretto comprende la maggior parte della provincia di Brindisi. Confina con i distretti di Lecce (0832) a sud-est, di Taranto (099) a sud-ovest e di Bari (080) a ovest.

## Aree locali
Il distretto di Brindisi comprende 18 comuni compresi nelle 6 aree locali di Brindisi, Francavilla Fontana, Mesagne, Ostuni, San Pietro Vernotico e San Vito dei Normanni.

## Comuni
I comuni compresi nel distretto sono: Brindisi, Carovigno, Ceglie Messapica, Cellino San Marco, Erchie, Francavilla Fontana, Latiano, Mesagne, Oria, Ostuni, San Donaci, San Michele Salentino, San Pancrazio Salentino, San Pietro Vernotico, San Vito dei Normanni, Torchiarolo, Torre Santa Susanna e Villa Castelli .